# 214. pehotni polk (Italija)
214. pehotni polk Arno je bil pehotni polk Kraljeve italijanske kopenske vojske.

## Zgodovina
Med prvo svetovno vojno je bil polk nastanjen na soški fronti.